# Tanee McCall
Tanee McCall (ur. jako Tuere Tanee McCall 17 kwietnia 1981 r. w Los Angeles w stanie Kalifornia) – amerykańska tancerka oraz aktorka filmowa i telewizyjna.
Występowała w głównej roli w operze mydlanej NBC Coastal Dreams (2007); w filmie muzycznym Burleska (Burlesque, 2010) zagrała przy boku Christiny Aguilery i Cher. Okazjonalnie jest scenarzystką i producentką wykonawczą.
Znana także jako Tanee McCall-Short.

## Filmografia
Aktorka
- 2010: The Losers: Drużyna potępionych (The Losers) jako Jolene
- 2010: Burleska (Burlesque) jako Scarlett
- 2008: Strange Fruit jako Mei Park
- 2007: Coastal Dreams jako Stacey (serial TV)
- 2007: Lakier do włosów (Hairspray) jako Dynamite #1
- 2006: The Shield: Świat glin (The Shield) jako Liberty (serial TV)
- 2005: All of Us jako Christina (serial TV)
- 2005: Trener (Coach Carter) tancerka
- 2004: You Got Served, Take It to the Streets jako ona sama
- 2004: Rewanż (You Got Served) jako Toya
- 2004: 30 dni do sławy (30 Days Until I'm Famous) jako Mariachi #1
- 2004: Starsky i Hutch (Starsky & Hutch) jako tancerka
- 2003: Looney Tunes znowu w akcji (Looney Tunes: Back in Action) jako tancerka

Scenarzystka
- 2008: Strange Fruit

Producentka wykonawcza
- 2008: Strange Fruit